# Corinna Kollath
Corinna Susan Kollath (* 1976 in Stirling, Schottland) ist eine deutsche Physikerin. Sie ist Professorin für theoretische Quantenphysik an der Universität Bonn.

## Leben
Corinna Kollath wurde 1976 im schottischen Stirling geboren. Von 1995 bis 2001 studierte sie an der Universität zu Köln und der Universität Glasgow Physik. Ihre Diplomarbeit fertigte sie in Köln bei Martin Zirnbauer zum Thema „Quasiteilchen in Typ-p-Supraleitern“ an. Ihr Promotionsstudium absolvierte sie bei Ulrich Schollwöck und Jan von Delft an der Ludwig-Maximilians-Universität München und der RWTH Aachen, wo sie mit der Dissertation The adaptive time-dependent density-matrix renormalization-group method: development and applications promoviert wurde.
Von 2005 bis 2007 arbeitete Kollath als Postdoktorandin bei Thierry Giamarchi an der Universität Genf; 2007 nahm sie eine Chaire junior des universitären Themennetzwerks im Raum Paris-Süd, Triangle de la physique, an, in deren Rahmen sie bis 2010 an der École polytechnique tätig war, dies ab 2008 im Rang eines Chargé de recherche des CNRS. 2011 wechselte sie zurück an die Universität Genf, wo sie eine außerordentliche Professur bekleidete. Seit 2013 ist sie Professorin an der Universität Bonn.

## Forschung
Corinna Kollaths Forschungsgebiet umfasst die Theorie ultrakalter Quantengase sowie deren Wechselspiel mit der Physik der kondensierten Materie, etwa wenn abgekühlte Atome in einem optischen Gitter festgehalten werden. Sie untersucht die Eigenschaften niedrig-dimensionaler Materialien, insbesondere die Wechselwirkungen von deren Elektronen, etwa den Übergang von einer Luttinger-Flüssigkeit zu einem Bose-Einstein-Kondensat. Kollath und ihre Gruppe entwickeln auch numerische Methoden zur Modellierung und Berechnung der von ihnen untersuchten Systeme selbst.

## Ehrungen und Auszeichnungen
Während ihres Studiums wurde Corinna Kollath von der Studienstiftung des deutschen Volkes und vom Deutschen Akademischen Austauschdienst gefördert. 2005 zeichnete die RWTH Aachen sie mit der Borchers-Plakette für hervorragende Doktorarbeiten aus. Die Deutsche Physikalische Gesellschaft verlieh ihr 2009 den Hertha-Sponer-Preis „für ihre herausragenden theoretischen Untersuchungen von Nichtgleichgewichtszuständen ultrakalter bosonischer und fermionischer Atomgase“. 2010 wurde sie mit dem Physik-Preis der Akademie der Wissenschaften zu Göttingen ausgezeichnet.